# François-Xavier de Llucia
François-Xavier de Llucia, né à Perpignan (Roussillon) le 2 décembre 1752 et mort à Paris le 25 mai 1794 , est un homme politique français,,.

## Biographie
François-Xavier de Llucia naît à Perpignan dans une famille de riches marchands, devenus bourgeois honorés de cette ville. Son père a été anobli en 1761 et fait donc partie de la noblesse du Roussillon. Il entame des études de droit à l'université de Perpignan, s'initie à l'esprit des Lumières et devient membre actif de la Loge Saint-Jean Saint-Pierre, plus ancienne loge maçonnique de Perpignan et surnommée la loge des nobles. Très vite remarqué, il est nommé procureur-syndic du Tiers-État lors de la création des assemblées provinciales en 1787 et se fait une réputation de réformateur, revendiquant à la fois son titre de noblesse et ses origines de commerçant. Cette double appartenance lui permet par la suite de participer en tant que secrétaire à l'Assemblée de la noblesse du Roussillon pour la nomination des députés aux États généraux. Il ne fait malgré tout pas partie de l'équipe mise en place par Pierre d'Aguilar à partir d'août 1789 à la municipalité de Perpignan. Il se détourne alors des nobles, change de loge et rejoint l'Assemblée (ou Société) patriotique, dont les membres aisés sont issus du Tiers-État à Perpignan, et se fait une place dans le milieu politique de la ville,.
En 1790, François-Xavier de Llucia obtient le commandement d'une compagnie de la Garde nationale, est candidat malheureux pour l'élection du premier maire de Perpignan en février et, après le succès des patriotes en mai aux élections d'assemblées départementales, est élu le 1er juin procureur général syndic des Pyrénées-Orientales. Il décide peu après de renoncer à sa particule et de franciser son nom et devient Llucia. Il est ensuite élu le 30 août 1791, à la majorité absolue, le premier des cinq députés des Pyrénées-Orientales à l'Assemblée nationale législative. Il y siège avec les réformateurs et est proche des Girondins. De retour en Roussillon, il est élu maire de Perpignan le 16 septembre 1792 et succède à Joseph Guiter. Nommé de nouveau procureur syndic le 16 novembre 1792, il démissionne de son mandat de maire le 20 du même mois. Lorsque la guerre est déclarée à l'Espagne le 7 mars 1793, Llucia s'investit  dans la résistance, qu'il organise, et renseigne le pouvoir central sur la situation et les besoins des forces du département. Assimilé aux Girondins, Llucia est par la suite désigné comme suspect et révoqué 27 octobre 1793. Il monte alors à Paris pour essayer de se défendre et, sans ressources, s'établit comme libraire. Il est décrété d'arrestation le 9 février 1794 et parvient à s'échapper mais, très malade, meurt quelques mois plus tard et la veille d'être arrêté, le 25 mai 1794 à Paris,.

## Mandats
Procureur-syndic du Tiers-État auprès de l'Assemblée provinciale du Roussillon
- 1787

Procureur général syndic des Pyrénées-Orientales
- 1er juin 1790 - 30 août 1791
- 16 novembre 1792 - 27 octobre 1793

Député à l'Assemblée nationale législative
- 30 août 1791 - 20 septembre 1792[1]

Maire de Perpignan
- 16 septembre 1792 - 20 novembre 1792